# Ireneusz Paweł Karolewski
Ireneusz Paweł Karolewski (* 1971 in Skierniewice, Polen) ist ein polnischer Politikwissenschaftler mit dem Forschungsschwerpunkten Moderne Politische Theorie und  Demokratietheorien, Nationalismus, Europäische Integration und Entdemokratisierung. Seit Oktober 2019 ist er Professor für Politische Theorie und Demokratieforschung an der Universität Leipzig.

## Leben
Karolewski studierte von 1990 bis 1995 Politikwissenschaft an der Universität Potsdam und schloss dieses Studium 1995 mit Diplom ab. Es folgte ein Promotionsstudium, welches er als Stipendiat des Landes Brandenburg in Potsdam absolvierte. 1999 promovierte er mit einer Dissertation zum Thema „Die künftige Gestalt Europas: Funktionalismus oder Föderalismus? Am Beispiel der Osterweiterung der Europäischen Union“ und war in der Folge bis 2008 wissenschaftlicher Mitarbeiter am Potsdamer Lehrstuhl für Politische Theorie. Er habilitierte 2008 an der Universität Potsdam mit der Habilitationsschrift zum Thema „Citizenship and collective Identity in Europe“.
2009 wurde Karolewski Professor für Politikwissenschaft am Willy-Brandt-Zentrum für Deutschland- und Europastudien der Universität Breslau. Er absolvierte Forschungsaufenthalte an der University of California (2010, 2011, 2013), Universität Montreal (2013, 2017) und war als Stipendiat der Kosciuszko Foundation am Minda de Gunzburg Center for European Studies der Harvard University (2014). 2015 übernahm er ebendort eine Gastprofessur als Pierre Keller Visiting Professor. Zum Oktober 2019 folgte er einem Ruf auf die Professur für Politische Theorie und Demokratieforschung an die Universität Leipzig.
2018 wurde er zum Mitglied der Academia Europaea gewählt.

## Schriften (Auswahl)
Herausgeberschaften
- mit Viktoria Kaina: European Identity. Theoretical perspectives and empirical insights. Lit Verlag, Berlin/Münster 2006, ISBN 978-3-8258-9288-3.
- mit Andrzej Marcin Suszycki: Multiplicity of Nationalism in Contemporary Europe. Lexington, Lanham 2009, ISBN 978-0-739-12307-2.
- Polityka zagraniczna zjednoczonych Niemiec. Kontynuacja czy zmiana? GAJT, Breslau 2011, ISBN 978-83-62584-07-9.
- mit Andrzej Marcin Suszycki: European Welfare States – Citizenship, Nationalism and Conflict. fibre, Osnabrück 2011, ISBN 978-3-938400-63-0.
- mit Robert Grzeszczak: The Multi-Level and Polycentric European Union. Legal and Political Studies. Lit Verlag, Wien/Zürich/Berlin/Münster 2012, ISBN 978-3-643-90181-1.
- mit Andrzej Marcin Suszycki: Citizenship and Identity in the Welfare State. Nomos, Baden-Baden 2013, ISBN 978-3-8329-7061-1.
- mit Thomas Mehlhausen und Monika Sus: Poland's EU-Council Presidency under Evaluation. Navigating Europe through Stormy Waters. Nomos, Baden-Baden 2014, ISBN 978-3-8487-0305-0.
- mit Monika Sus: The Transformative Power of Europe. The Case of Poland. Nomos, Baden-Baden 2015, ISBN 978-3-8487-1987-7.
- mit Timofey Agarin: Extraterritorial Citizenship in Post-Communist Europe. Rowman & Littlefield, Lanham 2015, ISBN 978-1-783-48362-4.
- mit Viktoria Kaina und Sebastian Kuhn: European Identity Revisited: New Approaches and Recent Empirical Evidence. Routledge, Lanham 2016, ISBN 978-1-138-88636-0.

Monografien
- Die künftige Gestalt Europas: Funktionalismus oder Föderalismus? Am Beispiel der Osterweiterung der Europäischen Union. (Dissertation) Lit Verlag, Münster/Hamburg/London 2000, ISBN 978-3-8258-4838-5.
- mit Heinz Kleger und Matthias Munke: Europäische Verfassung. Zum Stand der europäischen Demokratie im Zuge der Osterweiterung. Lit Verlag, Münster/Hamburg/London 2001, ISBN 978-3-8258-5097-5.
- mit Robert Grzeszczak: Bialowieza Forest, the Spruce Bark Beetle and the EU Law Controversy in Poland. Fachinformationsdienst für internationale und interdisziplinäre Rechtsforschung Staatsbibliothek zu Berlin - Preußischer Kulturbesitz, Berlin 2017.
- mit Robert Grzeszczak: The Rule of Law Crisis in Poland: A New Chapter. Fachinformationsdienst für internationale und interdisziplinäre Rechtsforschung Staatsbibliothek zu Berlin - Preußischer Kulturbesitz, Berlin 2018.